# Emmett Taylor
Emmett Taylor (* 26. Januar 1947) ist ein ehemaliger US-amerikanischer Sprinter, der sich auf den 400-Meter-Lauf spezialisiert hatte.
Bei den Panamerikanischen Spielen 1967 in Winnipeg gewann er Gold in der 4-mal-400-Meter-Staffel.
Für die Ohio University startend wurde er 1967 NCAA-Meister über 440 Yards und 1968 über 200 m. Seine persönliche Bestzeit über 400 m von 45,1 s stellte er am 30. Juni 1968 in Los Angeles auf.